# Isla Santa Margarita (Francia)
Isla Santa Margarita (en francés: Île Sainte-Marguerite) es la mayor de las islas Lérins, que se encuentra a cerca de media milla de la costa de la ciudad de Cannes en la Riviera francesa. La isla es de aproximadamente 3 km de largo (de este a oeste) y con 900 m de ancho.

## Descripción
La isla es famosa por su cárcel fortaleza (el Fuerte Real), en la que estuvo el hombre llamado la máscara de hierro en el siglo XVII.
Cerca del Fuerte Real existe un pequeño cementerio para los soldados franceses que murieron allí cuando se utilizaba el lugar para su convalecencia durante la Guerra de Crimea, y junto a él esta otro cementerio para los soldados del norte de África muertos en el bando aliado durante la Segunda Guerra Mundial.